# 濡れてにアワー!!
濡れてにアワー!!（ぬれてにアワー）とはテレビ朝日系列で放送されたクイズ番組である。
1994年10月3日にスタートしたテレビ朝日系の昼の帯バラエティー『まっ昼ま王!!』は各曜日ごとに1つの番組を作っており、木曜日の企画が視聴者参加型クイズ「濡れてにアワ－!!」であった。

## 概要
キャッチフレーズは「お金が欲しい人なら、どなたでも参加できるクイズ番組」。桂三枝（現・6代目桂文枝）が「昼下がりのミリオン・ダンディー」を名乗り、一万円紙幣の肖像画、福澤諭吉をイメージして、カラフルな和服で司会をしていた。
番組はたびたびリニューアルした末に3か月（12週）で終了となったが、最終回当日の新聞テレビ欄には「終」マークが入っていなかった。また、各々のテレビ雑誌「年末年始特大号」の1995年1月5日付けの番組表には「濡れてにアワー!!」と記載されていた。

## 出演者
- 桂三枝（現・6代目桂文枝、司会）
- 長野智子（出題）
- 司会者の横に進行役として「MCママー」という一般女性もついていた（主婦限定。同年11月3日まで）。最後のMCママーはちはるだった。

## 基本ルール
8人対戦（上段・下段4人ずつ）の早押しクイズ。枠の色は以下のとおり。
| 1＝紫色 | 2＝桃色 | 3＝赤色 | 4＝橙色 |
| ------- | ------- | ------- | ------- |
| ■       | ■       | ■       | ■       |
| 5＝黄色 | 6＝黄緑 | 7＝緑色 | 8＝青色 |
| ■       | ■       | ■       | ■       |

解答席は、ネームプレート兼用で賞金の使い道を記したフリップと前面にポイントを示す大玉電飾が2個並んでいた解答者の番号ランプと、『100万円クイズハンター』同様、横反転リーフ式賞金表示板、いわゆるソラリー式で示されていた。
早押しクイズはいくつかのステージに分かれていた。出される問題と賞金については以下のとおり。
- 1問正解につき3,000円獲得。不正解・時間切れ（解答権を獲てから15秒以内に解答しなかった）の場合は、その問題についての解答権を失い、誤答のブザー後にボタンを押した人に解答権が移る。
  - 8人（個人戦時代は4人）が誤答したら、その問題は打ち切り（のちに変更する）。
- 2問正解でリーチとなり、その状態で正解すれば勝ち抜けとなり、賞金70,000円を獲得。ただし、他の人が正解するか自分が誤答した場合、0ポイントに戻る。誰も押さなかった場合はそのまま。
- 15問出題しても勝ち抜けが現れなかった場合は、勝ち抜け者なしでそのステージは終了。ただし、ある条件を満たしていれば「泣きの一問」として延長戦が行われた（後述）。
- 勝ち抜け者はダブルアップ問題「濡れてにチャンス!」に挑戦。二択問題に解答して、正解すれば賞金が倍増するが、間違えると半減される。パスしてもかまわない。
  - 問題は個人戦が読み上げ問題（「法隆寺とピサの斜塔。古いのはどっち?」など）。団体戦は映像問題（「他の曜日のレギュラー出演者は、どっち（の食べ物か飲み物）を選択する?」「横断歩道。渡り切るのは男性?女性?」（早いと思われた人がイタズラ的に止まるなど予測不可能）、「公衆電話。終わって切るのは男性?女性?」など）。

### ミリオンステージ・金満席
優勝チームは、番組の最後に賞金100万円をかけたミリオンステージに代表者（たいていはキャプテン。最初の2週は、第5解答者で登場予定の人）が挑戦する。初期の個人戦では所持金が20万円以上になったときに挑戦権が得られた。挑戦の際には所持金を賭けなければならない。賭け金の下限は20万円（所持金が20万円未満の場合は全額）。
挑戦者は椅子が右手でOKサインになっている解答席（「金満椅子」と書かれた千社札が貼付されていたが、三枝は「金満席」と呼ぶことが多かった）に座る。解答席の後ろにはデジタルの電光掲示板と解答を表示するモニターがあった。電光掲示板には賭け金が表示され、ステージ終了後には右から左に賭け金表示が消え、その直後左から右に最終結果が表示される。
ステージは「濡れてにミリオーン!」の合図でスタートし、1分間に10問出題される。正解時にはチャイムが鳴る（最初の2回は不正解時のブザーも鳴った）。言い直しや時間切れも不正解扱いとなる。全問正解で、賭け金にかかわらず賞金100万円獲得。5～9問正解であれば、正解数に応じて賭け金が倍増。正解数が4問以下の場合は賭け金が没収される。
| 正解数 | 賞金       |
| ------ | ---------- |
| 10     | ¥1,000,000 |
| 8・9   | ×4         |
| 6・7   | ×3         |
| 5      | ×2         |
| 0-4    | ×0         |

BGMは同局放送の『クイズタイムショック』に似ており、0秒〜30秒は規則正しいリズムだが、30秒〜60秒は緊張を高めるBGMとなり、末期には終了を知らせるブザーで終わる構成となっている。
5問以上正解した場合は金満席がフラッシュし、ファンファーレが流され、獲得賞金額の書かれたプレートが手渡される。逆に正解数が4問以下で賭け金没収となった場合、間抜けなジングルが流れ、2位のチームが繰り上がりで優勝扱いとなる。

### ギャンブラー席
観客席は「ギャンブラー席」と呼ばれ、ゲームの行方を予想する企画が行われており、的中した観客には賞金が与えられた。

## 変更点
この番組は短期間の放送ながらルールなどの変更が激しかった。なお1994年11月17日は放送休止となり、代わりに木曜日以外の総集編が放送された。

### 1994年10月6日
最初の4週間のみ個人戦を実施。この時点では獲得できる賞金は少なかった。最初の2週間はオープニングでプラカードを持ってチーム紹介をしていた。
- 解答者の入れ替えがあり、早押しクイズで敗退した7人（勝ち抜け不在の場合は8人全員）の席はジングルとともに回転し、次に控えている出場者と交代する。なお、1枠には「ビビる」結成前の元タレント・大内登が出場している。
  - 勝ち抜け者が敗退した場合、それまでに獲得した賞金が半分没収されたうえで、敗退・挑戦者交代。
- 1問正解につき1,000円獲得。
- 2問正解でリーチとなり、その状態で正解すれば勝ち抜けとなり、賞金50,000円を獲得。ただし、他の人が正解するか自分が誤答した場合、0ポイントに戻る。誰も押さなかった場合はそのまま。
- 早押しクイズで勝ち抜けた際、敗退者の中に所持金0円の人がいれば、その人数×5,000円が勝ち抜けた際の賞金に上積みされた。
  - 「ダブルアップ」は2問正解しないとダブルアップにはならない。
- 勝ち抜け、またはダブルアップ成功の時点で所持金額が200,000円を越えるとミリオンステージ（通称「金満席」）に挑戦。
- 「ギャンブラー席」では1ステージごとに誰が勝ち抜けるかを予想。的中者は2,000円を獲得。

一度、正誤判定のミスが発覚し三枝から注意を受けている（スタッフの証言によると、1問正解分の賞金が加算された）。「尻文字」「ちょっとH」といった下ネタ系クイズを出題して、放送中に苦情が寄せられることもあった。さらに女性参加者が放送禁止用語を口走ったため出題ペースを放送1回につき1問程度に抑えられた。
最終ステージとなる第6ステージは生放送の関係で最後まで放送できないケースも発生した（クイズは15問出題している）。

### 1994年10月13日〜10月27日
- この3週間のみ基本ルールで行われている。
  - この回から第1ステージのジャンルは「今日の朝刊」（放送日のニュースが題材）だった。
- 「ギャンブラー席」では、的中者で30,000円の賞金を頭割りする。

### 1994年11月3日・10日
- 8チームの団体戦（1チーム5人）。第1解答者（第1ステージに参加する人。以下同様）から順にスタートする。
- 電光ルーレットのボタン押しでジャンル決定（ただしジャンルは固定されていた）。
  - 読み上げ問題→常識問題 または 芸能問題
VTR問題「素敵な奥さん」→「ボディビル」（ボディビルダー・ミスター日本小沼敏雄がポーズを決めて出題する）
  - 音楽問題「カラオケ」（当初「カラオケ＆歌」）（イントロクイズ。題名がそのまま流れて早押し勝負になることもあり）
  - 上記のジャンルにも、モニター利用の問題などの一部合同ジャンルあり。
- 「泣きの一問」が新設される。15問フル出題終了時にリーチの人がいた場合に早押しクイズが1問追加で出題された。
  - 勝ち抜け賞金は現行のままであるが、無解答者×5,000円の上積みは廃止されている。
- 1ステージ終了後、全チームの席が回転して、次のステージに挑む解答者と交代。CM入りのタイミングで交代するため、個人戦のような放送中での交代およびその際のジングルは廃止。
  - 出題開始のジングル、正解時のチャイム、誤答時のブザーが固定された。
- 4ステージで終了（時間があれば、第5ステージも行う予定であった）。獲得賞金のトップチームが「金満席」挑戦権獲得。
- 「ギャンブラー席」は、どこのチームが優勝するかを予想するものに変わった。たいていは応援団が着席していた。的中者で賞金50,000円を頭割り[2]（「芸能人大会」開催の回は、この企画は行われない）。

### 1994年11月24日〜12月22日
テコ入れ企画として、帯企画で「御料理対抗戦」が入り、約15分ほど経ってからのスタート。オープニングの挨拶も「1問正解3,000円、勝ち抜け賞金70,000円。『濡れてにアワー!!』です。」や「今週もやって参りました『濡れてにアワー!!』」と変わった。
- 8チームの団体戦（1チーム4人）。
- 「御料理対抗戦」終了後、第1解答者が着席してチーム紹介（芸能人大会の場合は、ギャンブラー席でのチーム紹介になる）。
  - この期間のみ、第1ステージではチームのキャプテンが着席している。
- ジャンルは1ステージごとにタイトルをつけて発表された（一部合同ジャンルあり）。以下の4コーナーに固定された。
  - 「芸能問題」→「クイズ!芸能ワイドショー!!」
  - 「映像問題」→「クイズ!目で見て頭で考えよう!!」（ボディビルダーに代わりヨガのインストラクター深堀真由美（深堀ヨガスクール）がポーズを決めて出題するクイズだったり、視聴者からの投稿映像クイズだったこともあった）
  - 「音楽問題」→「クイズ!びっくりサビ当てドン!!」
  - 「常識問題」→「クイズ!常識でショー!」
- 「泣きの一問」は11月10日放送分にて「誤答も含む阻止を狙った無理な押し」が目立ったことを理由に変更。15問フル出題終了時、リーチの人だけに2者択一の読み上げ問題を出題した（この正解の3,000円は入らず、勝ち抜け賞金70,000円のみ）。
- 第4ステージで放送時間がいっぱいになったところで終了（終了ジングルが流れ、リーチがいる場合は「泣きの一問」を出題した）。
- 獲得賞金のトップチームが「金満席」挑戦権獲得。

### 1994年12月29日（最終回）
最終回は2時間スペシャルで、前半と後半の2部構成になっていた。前半は「年忘れ!!まっ昼ま王お正月料理大決戦」。4チームずつ2つのブロックに分かれ、各チームがおせち料理をアレンジしたアイデア料理を紹介し、それを視聴者がテレゴングで審査する。各ブロック、得票数の多い順に7万円、5万円、3万円、1万円が与えられ、その賞金を持ち込んで後半の「濡れてにアワー!!スペシャル」に移る。
- 8チームの団体戦（1チーム4人）。
- ジャンルは1ステージごとに、タイトルをつけて発表された。
- それ以外はレギュラー通り。ただし第3ステージのみテレゴング予想クイズを行い、的中チームで20万円を山分けして加算された。
- 第5ステージで放送時間がいっぱいになったところで終了。
- 獲得賞金のトップチームが「金満席」挑戦権獲得。
- ミリオンステージはルーレットによりジャンルを決め、そのジャンルから出題される。

## 最終回放送後
1995年1月5日から3か月間は同じ出演者で、ゲストを招いての料理企画を放映した。

## スタッフ
これらは一部を除いて代表的なメンバーを挙げた。
- 構成：腰山一生（古舘プロジェクト）、大田一水
- ブレーン：小山薫堂
- TD（テクニカルディレクター）：川口忠久
- カメラ：杉村俊明
- 音声：阿部健彦
- 映像：樋口勝也
- 照明：高柳薫
- PA（パブリックアドレス）：田村智宏
- 美術：石上久
- デザイン：宇家譲二
- 美術進行：猪俣正隆、高橋徹
- 大道具：内山昭也
- 小道具：吉浦英明
- 特殊装置：テルミック
- メイク：カラーセンター
- タイトル：宍戸淳一
- 編集：長田一
- MA（マルチオーディオ）：佃光男
- 効果：中山尚
- TK（タイムキーパー）：吉条雅美
- 音楽協力：テレビ朝日ミュージック
- 制作協力：テレビ朝日映像
- ディレクター：板橋順二（テレビ朝日）、〆谷浩斗、矢島直樹（ViViA）
- プロデューサー：斉藤由雄（テレビ朝日）
- 制作著作：テレビ朝日